# آخرین هیت من
آخرین هیت من یا آخرین آدم‌کش (به انگلیسی: The Last Hit Man) فیلمی محصول سال ۲۰۰۸ و به کارگردانی کریستوفر وار اسمتس است. در این فیلم بازیگرانی همچون جو مانتگنا، الیزابت وایتمر و رومانو اورزاری ایفای نقش کرده‌اند.